# 杨伯恺

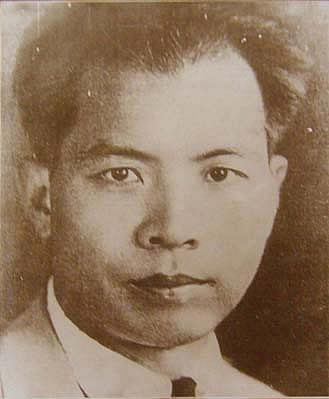

杨伯恺（1894年—1949年12月7日），原名杨询，字道融。四川省营山县小蓬乡杨家坝人。中国共产党党员，曾任中国民主同盟中央委员兼四川支部宣传部长。后被军统杀害，是成都十二桥惨案遇难者之一。

## 生平
1917年，杨伯恺到上海学习，后入北京法文专修馆学习。1919年3月，他随首批勤工俭学学生自上海赴法国。1921年，他参加周恩来、赵世炎、蔡和森等人领导的留法勤工俭学学生运动。1922年6月，他加入中国社会主义青年团，任团支部书记，不久便转为中国共产党党员。
1925年3月，他回到上海，正逢五卅运动爆发，他接连在中共中央所办的《热血日报》上发表文章，痛斥帝国主义。1925年秋，中共党组织派他回四川帮助吴玉章在重庆办中法大学，并任中共重庆地委教育委员会委员。1926年3月2日，他的家乡创建了四川省第一个中共领导的县级农会营山县农民协会。其间，他还筹建了中共营山支部。1927年3月31日，杨伯恺到重庆参加了中共重庆地委举行的“反帝”群众大会。大会遭到国民党当局的镇压，酿成三三一惨案，杨伯恺的头部也受了伤。此后，中共重庆地委和中共四川省委党部均遭破坏，他遂到武汉寻找中共党组织。1927年4月，他到汉口，被中共党组织派到汉口的一所中学当教师。1927年7月15日，汪精卫发动七一五事变。不久，他被中共党组织通知离开任教的中学到广州。他和妻子危淑元到上海后，得知广州苏维埃政府已撤离广州，遂留在上海，在中共沪东区委领导下继续工作。
1937年抗日战争爆发后，他离开上海到南京八路军办事处见叶剑英，听取了叶剑英对他回四川工作的看法。此后他到武汉，在安排好妻子和孩子先回四川后，自己和学生陈同生去山西对川军进行统战工作。1937年冬，他们到达第22集团军总司令邓锡侯（营山人）所驻的山西省洪洞县，使邓锡侯愿意和八路军一起抗战。1937年末，他到成都，此后他在文化教育界以及川军上层人士中进行统战工作。他还应成都协进中学校长、川军将领陈离之请，出任该中学教务主任，使该校办成了“第二陕北公学”。
1944年，他帮助张澜在成都创立中国民主同盟四川省支部，并且以个人名义加入了中国民主同盟，当选中国民主同盟中央委员兼四川支部宣传部长。1942年起，他任《华西日报》主笔，不断撰写文章宣传民主。1945年5月《华西日报》被查封。1946年5月，他创办了《民众时报》，任总经理兼主笔。不到3个月，该报被勒令停刊。他遂办《青年园地》和《时代文摘》，继续发表文章。
1947年6月2日凌晨，在六二大逮捕中，国民党特务逮捕了杨伯恺，并将他关入位于成都将军衙门的四川省特种委员会（简称“省特委”）监狱。1949年12月7日，他和其他三十多人一起被军统密令屠杀于成都十二桥，史称成都十二桥惨案。杨伯恺时年55岁。

## 家庭
- 妻子：危淑元
- 长女：杨洁，电视导演，曾导演1986年电视剧《西游记》等。
- 女儿：杨宁